# Dansbandslåten 1999
Dansbandslåten 1999 sändes i TV4, fredagen den 12 november 1999. Programledare var Leif "Loket" Olsson.
Vinnaren utsågs med en kombination av jury- och tittarröster.
Jurygrupperna var placerade hos TV4:s dåvarande lokala stationer i Sverige och fördelade 75% av rösterna, medan tittarna fördelade resterande 25% genom telefonröstning under kvällen där över 100 000 röster kom in.
Efter en jämn juryomröstning ledde Wizex strax före Cleo & Grabbarna med Barbados en bit efter på tredje plats. Resultatet svängde sedan dramatiskt när tittarrösterna presenterades och Cleo & Grabbarna visade sig bli helt utan poäng. Barbados fick flest telefonröster, men poängen räckte inte för att gå om Wizex som blev slutgiltig vinnare.

## Startfält
| Nr | Artist           | Låt                     | Upphovsmän (Text & musik)                                                       |
| -- | ---------------- | ----------------------- | ------------------------------------------------------------------------------- |
| 1  | Cleo & Grabbarna | Kärleken har fångat mig | Cleo Nilsson (tm)                                                               |
| 2  | Barbados         | Rosalita                | Ulf Georgsson (tm), Johnny Thunqvist (tm)                                       |
| 3  | Grönwalls        | Ännu en dag             | Thomas Thörnholm (tm), Calle Kindbom (tm)                                       |
| 4  | Perikles         | Du bara du              | Lars Lundgren (tm), Bo Nilsson (m)                                              |
| 5  | Kellys           | Upp mot stjärnorna      | Christer Lundh (tm), Mikael Wendt (tm)                                          |
| 6  | Schytts          | Ingen har älskat så     | Peter Danielsson (tm), Tomas Edström (tm)                                       |
| 7  | Wizex            | Djupa vatten            | Ulf Georgsson (tm), Lars Diedricson (tm)                                        |
| 8  | Fernandoz        | Midnight Rendez-Vous    | Peter Bergqvist (tm), Hans Backström (tm), Per-Arne Thigerberg (tm), Jan Broman |
| 9  | Boogart          | Jag ringer igen         | Thomas Nyström (m), Anna Lundberg (t)                                           |
| 10 | Wahlströms       | Blå, blå ögon           | Lennart Dahlberg (tm), Björn Axelsson (tm), Martin Klaman (m)                   |

## Poäng och placeringar[2]
| Nr | Låt                     | Göteborg | Vämland | Bergslagen | Halland | Norbotten | Skåne | Stockholm | Sundsvall | Öst | Telefon | Summa | Plac. |
| -- | ----------------------- | -------- | ------- | ---------- | ------- | --------- | ----- | --------- | --------- | --- | ------- | ----- | ----- |
| 1  | Kärleken har fångat mig | 12       | 6       | 12         | 3       | 12        | 12    | 12        | 6         | 10  | -       | 85    | 3     |
| 2  | Rosalita                | 8        | 10      | 10         | 6       | 6         | 8     | 4         | 4         | 3   | 36      | 95    | 2     |
| 3  | Ännu en dag             | 1        | 1       | 1          | 2       | -         | 4     | -         | 2         | 4   | 6       | 21    | 10    |
| 4  | Du bara du              | 4        | 8       | -          | 8       | 2         | -     | -         | 12        | -   | 3       | 37    | 5     |
| 5  | Upp mot stjärnorna      | 2        | -       | 4          | -       | 4         | 3     | 3         | -         | 2   | 12      | 30    | 8     |
| 6  | Ingen har älskat så     | -        | 2       | 2          | -       | 3         | 6     | 6         | 1         | 8   | 9       | 37    | 5     |
| 7  | Djupa vatten            | 10       | 12      | 8          | 10      | 8         | 10    | 10        | 10        | 12  | 18      | 108   | 1     |
| 8  | Midnight Rendez-Vous    | -        | -       | 3          | 1       | -         | 1     | 2         | -         | 1   | 24      | 32    | 7     |
| 9  | Jag ringer igen         | 3        | 4       | -          | 12      | 1         | -     | 1         | 3         | -   | -       | 24    | 9     |
| 10 | Blå, blå ögon           | 6        | 3       | 6          | 4       | 10        | 2     | 8         | 8         | 6   | 30      | 83    | 4     |

### Röstavlämnare
- Göteborg: Lennart Persson
- Värmland: Carina Lindskog
- Bergslagen: Bengt Jansson
- Halland: Anneli Evers
- Norbotten: Petter Antti
- Skåne: Therése Cedergren
- Stockholm: Anna-Karin Hallberg
- Sundsvall: Lennart Westman
- Öst: Ulf Holmertz
- Telefonröster: Lars Gurell

### Fotnoter
1. ↑  https://smdb.kb.se/catalog/id/002993452/29
2. ↑  Magnus Wennberg (5 februari 2019). ”DANSBANDSLÅTEN 1999     TIDIGARE NAMN HÄNTS MELODITÄVLING   SE OCH HÖRS MEODITÄVLING   UPPD  VERSION”. https://www.youtube.com/watch?v=YsuMojHZoSE. Läst 26 april 2025.